# Union Sportive des Polices d’Europe
Die Union Sportive des Polices d’Europe (USPE) ist der 1950 gegründete Europäische Polizeisportverband.

## Organisation
Der Europäische Polizeisportverband wurde als „Union Sportive des Polices d’Europe“ (USPE) auf Initiative des französischen Polizeisportverbandes am 30. November 1950 in Paris gegründet.
Alle zwei Jahre findet ein Kongress der USPE statt und dazu entsendet jedes Mitgliedsland zwei Delegierte. Der nächste Kongress findet 2016 in Berlin/Deutschland statt.
Ziel der USPE ist es, den Sport innerhalb aller Polizeien Europas zu fördern und die Vorbereitung, Durchführung und Kontrolle internationaler Wettkämpfe zu koordinieren.
Es werden dazu von der USPE auch alle vier Jahre Europäischen Polizeimeisterschaften in 16 Sportdisziplinen veranstaltet:
| - Basketball (Frauen 2015, Frankreich; Männer 2017, Griechenland; Frauen 2019; Männer 2021) - Crosslauf (2016 Vereinigtes Königreich, 2020 Belgien prüft) - Fußball (Männer 2014, Tschechische Republik; Frauen 2016, Tschechische Republik; Männer 2018, Tschechische Republik; Frauen 2016, Norwegen; Männer 2022; Frauen 2024) - Handball (Frauen 2014, Niederlande; Männer 2016 Dänemark; Frauen 2018, Deutschland; Männer 2020 Österreich prüft; Frauen 2022; Männer 2024) - Judo (2015 Deutschland, 2019 Ungarn, 2023 Russland) - Leichtathletik (2010 Ukraine, ausgefallen, 2018 Russland, 2022) - Marathon (2014 Österreich, 2018 Irland, 2022 Deutschland prüft) | - Radfahren (2016 Belgien, 2018 Belgien, 2020 Schweiz, 2024) - Ringen (2016 Slowakische Republik, 2020 Deutschland, 2024) - Schießen (2015 Türkei, 2017 Russland, 2023) - Schwimmen (2017 Deutschland, 2021) - Skilauf (2017 Österreich, 2021, 2025) - Tennis (2015 Italien, 2017 Ungarn, 2021 Deutschland prüft, 2025) - Tischtennis (2015 Bulgarien, 2019 Slowakische Republik, 2023) - Triathlon (2014 Deutschland, 2018 Niederlande, 2022) - Volleyball (Frauen 2015, Russland; Männer 2017, Ukraine; Frauen 2019, Tschechische Republik; Männer 2021; Frauen 2023; Männer 2025) |

Anlässlich des 4. Kongresses der USPE am 5. September 1954 in Stockholm erfolgte der Beitritt des Deutschen Polizeisportkuratoriums (DPSK) in den Europäischen Polizeisportverband.

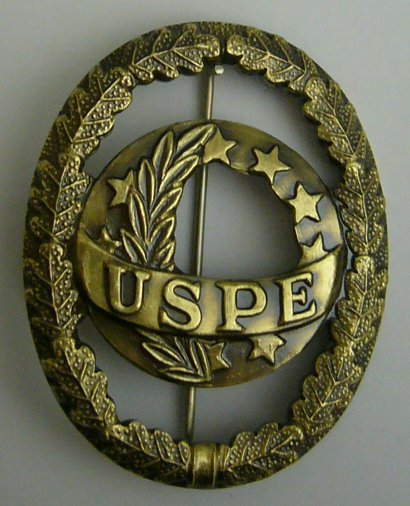
Europäisches Polizei-Leistungsabzeichen in Bronze

Die USPE besteht aktuell aus 40 europäischen Nationen: (Stand: August 2014)

Albanien, Armenien, Belgien, Bulgarien, Dänemark, Deutschland, Estland, Finnland, Frankreich, Griechenland, Irland, Island, Italien, Kroatien, Lettland, Litauen, Luxemburg, Mazedonien, Moldawien, Monaco, Niederlande, Norwegen, Österreich, Polen, Portugal, Rumänien, Russland, Schweiz, Serbien, Slowakische Republik, Slowenien, Spanien, Tschechische Republik, Türkei, Ukraine, Ungarn, Vereinigtes Königreich und Zypern
Auf Nationaler Ebene erfolgt die durch die entsprechenden Verbände – wie etwa das Deutsche Polizeisportkuratorium (DPSK) oder der Österreichische Polizeisportverband (ÖPOLSV).
Der Sitz des Generalsekretariats der USPE ist seit 1995 in Deutschland und befindet sich heute in Berlin.
Das Europäische Polizei-Leistungsabzeichen (auch bezeichnet als EPLA) wird von der USPE für besondere sportliche Leistungen, die in den vier Kategorien Ausdauer, Kraft, Schnelligkeit und Koordination erbracht werden muss, verliehen.